# 제1해병상륙군단
제1해병수륙양용군단(I Marine Amphibious Corps (I MAC)), 제1해병상륙군단은 태평양 전쟁 초기에 창설된 미국 해병대의 군단이다. 남태평양 지역 전구에서 활동하였고 부겐빌 전역에 참전하였다.

## 역사
1942년 10월 1일에 태평양 함대 수륙양용군단(ACPF)에서 차출된 인원들로 창설되었다. 초대 군단장은 클래이턴 B. 보겔 소장이 맡았는데, 이듬해 1943년 7월, 클래이턴의 지도력에 만족하지 못한 제17대 미국 해병대 사령관인 토머스 할콤 중장은, 과달카날 전투 도중에 제1해병사단의 사단장 알렉산더 벤더그리프 소장를 후임 군단장으로 임명하고 그를 중장으로 승진시켰다.
군단이 부겐빌 전역에 참전하였고, 1943년 9월 27일에 찰스  D. 바렛 소장이 세번째 군단장으로 임명되었으나, 얼마있지 않아 그는 10월 8일에 뉴칼레도니아에 있는 관사의 발코니에서 추락하는 사고로 죽었다. 그에 따라 알렉산더 벤더그라프가 돌아와 잠시동안 대리로서 지휘하였고, 그는 1943년 12월 31일에 토머스 할콤의 후임으로 지명되어 18대 해병대 사령관이 되었다.
1944년 4월 15일에 제3해병상륙군단으로 개명되었다.

## 지휘부

### 사령관
1. 소장 클래이턴 B. 보겔; 1942년 10월 1일 - 1943년 7월
2. 소장 알렉산더 벤더그리프; 1943년 7월 - 1943년 9월 27일
3. 소장 찰스 D. 바렛; 1943년 9월 27일 - 1943년 10월 8일
4. 소장 알렉산더 벤더그리프; 1943년 10월 8일 - 1944년 11월 1일
5. 소장 로이 S. 게이거; 1944년 11월 9일 - 6월 30일
6. 소장 켈러 E. 로키; 1945년 6월 30일 - 1946년 6월 10일

### 참모장
1. 소장 Archie F. Howard 애칠 F. 하워드[*]; 1942년 10월 1일 - 1943년 7월
2. 소장 Gerald C. Thomas 제랄드 C. 토머스[*]; 1943년 7월 - 1943년 11월 9일
3. 소장 Alfred H. Noble 알프레드 H. 노블[*]; 1943년 11월 10일 - 12월 17일
4. 소장 Oscar R. Cauldwell 오스카 R. 카울드웰[*]; 1943년 12월 18일 - 1944년 1월
5. 소장 Merwin H. Silverthorn 메윈 H. 실버쏜[*]; 1944년 1월 - 1945년 6월 30일
6. 소장 William A. Worton 윌리엄 A. 워튼[*]; 1945년 6월 30일 - 1946년 6월 10일

### 군단 포병대 사령관
1. 준장 Pedro del Valle 페드로 델 발레[*]: 1944년 4월 – 1944년 10월
2. 준장 David R. Nimmer 데이비드 R. 님머[*]

### 인사장교 (C-1)
1. 중령 Joseph C. Burger 조지프 C. 버거[*]: 1942년 10월 – 1943년 12월
2. 대령 William J. Scheyer 윌리엄 J. 셰이어[*]: 1943년 – 1944년 9월
3. 대령 Gale T. Cummings 게일 T. 컴밍스[*]

### 정보장교 (C-2)
1. 중령 William F. Coleman 윌리엄 F. 콜먼[*]
2. 중령 Sidney S. Wade 시드니 S. 웨이드[*]

### 작전장교 (C-3)
1. 중령 Merrill B. Twining 메릴 B. 트위닝[*]
2. 중령 Edward W. Snedeker 에드워드 W. 스네데커[*]: 1943년 9월 – 1943년 12월
3. 대령 Walter A. Wachtler 월터 A. 워칠러[*]: 1943년 12월 – 1945년 7월

### 군수장교 (C-4)
1. 대령 Leonard E. Rea 레오나드 E. 레아[*]
2. 중령 Frederick L. Wieseman 프레데릭 L. 와이즈먼[*]: 1943년 8월 – 1944년 8월
3. 대령 Francis B. Loomis Jr. 프란시스 B. 루미스 주니어[*]: 1944년 8월 – 1945년 7월
4. 대령 Earl S. Piper 얼 S. 파이퍼[*]: 1945년 7월 – 1946년 7월

### 계획장교 (C-5)
1. 대령 Dudley S. Brown 두들리 S. 브라운[*]: 1942년 10월 – 1943년 7월
2. 대령 Elmer H. Salzman 엘머 H. 잘즈먼[*]; 1943년 7월 - 1945년 7월
3. 대령 Benjamin W. Gally 밴저민 W. 갤리[*]: 1945년 7월 - 1946년 6월 24일

## 부대
- 본부근무대대 (HQ&S); 1943년 9월 1일
- 의무대대; 1942년 12월 1일
- 차량수송(MT)대대; 1942년 10월 1일
- 해군건설대대; 1942년 12월 22일
- 통신대대 1943년 6월 1일
- 전차대대 (中); 1943년 1월 18일 - 1944년 2월 15일
- 해병낙하산연대; 1943년 4월 1일 - 1944년 2월 29일
  - 제1, 2, 3낙하산대대
- 제1해병레이더연대; 1943년 3월 15일 - 1944년 2월 1일
- 제2해병레이더연대 (임시); 1943년 9월 12일  - 1944년 1월 26일
- 군단 포병대
  - 제1포병대대 (155 mm); 1942년 12월 2일
  - 제2포병대대 (155 mm); 1943년 8월 1일
- 제2장갑트랙터대대; 1942년 9월 1일 - 1943년 12월 17일
- 보급근무대; 1943년 5월 20일 - 1944년 4월 6일
  - 제1-6기지창
- Transient Center; 1943년 6월 1일
- 조색기구단; 1943년 1월 10일 - 1943년 12월 15일
  - 제1, 3, 5, 6조색기구전대

### 전력
- 미국 해병대 제3해병사단
- 미국 육군 제37보병사단
- 뉴질랜드 육군 제8여단
- 제53해군건설대대

## 같이 보기
- 미국의 군단 목록

## 참고

### 인용
1. ↑  rottman 2001, 108쪽.
2. ↑  rottman-41-43 2013, 34쪽.

### 자료
- Rottman, Gordon L. (2013년 2월 20일). 《US Marine Corps Pacific Theater of Operations 1941–43》. Battle Orders (미국 영어). Bloomsbury Publishing. ISBN 9781472802200.
- Rottman, Gordon L. (2013년 2월 20일). 《US Marine Corps Pacific Theater of Operations 1943–44》. Battle Orders (미국 영어). Bloomsbury Publishing. ISBN 9781472802217.
- Rottman, Gordon L. (2001). 《U.S. Marine Corps World War II Order of Battle - Ground and Air Units in the Pacific War, 1939–1945》 (미국 영어). Westport, Connecticut: Greenwood Press. 108쪽. ISBN 978-0-313-31906-8.